# Bào thai

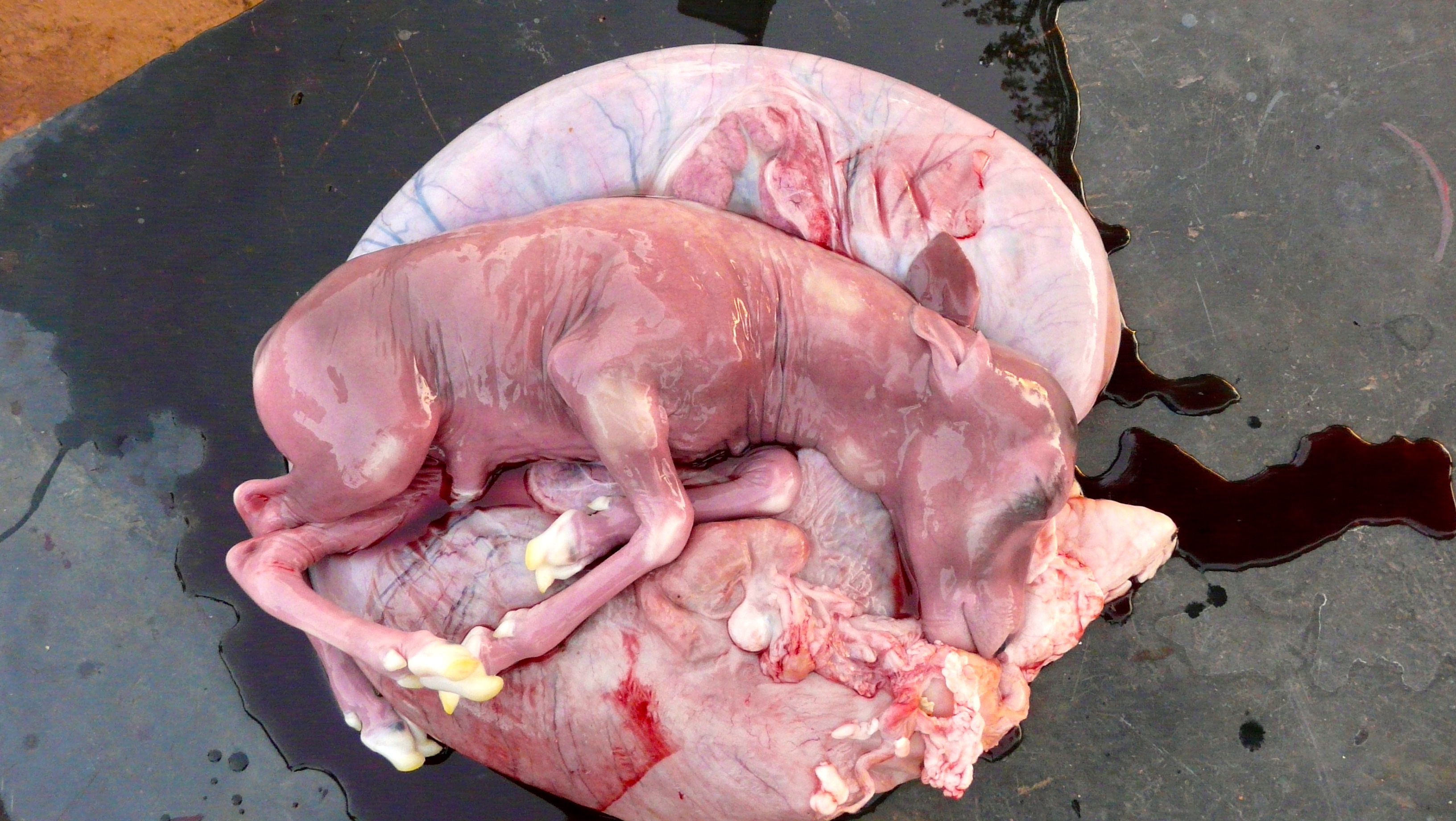
Bào thai của một con linh dương

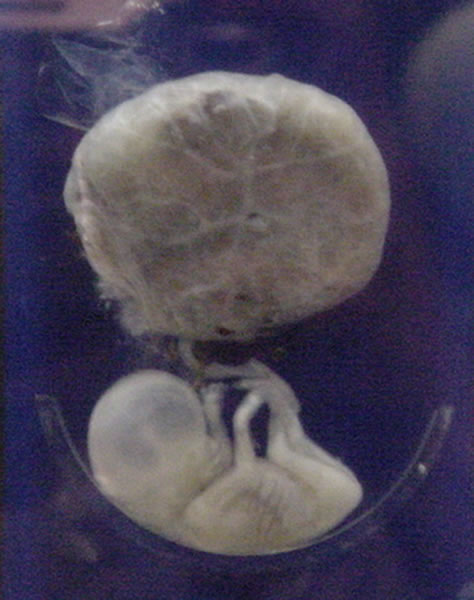
Một bào thai người gắn liền với nhau thai, khoảng mười hai tuần sau khi thụ tinh. Trong khoảng chín tuần đầu tiên sau khi thụ tinh, bào thai được mô tả là phôi.

Bào thai là một trạng thái của con người sau phôi thai và trước khi được sinh ra. Giai đoạn phát triển bào thai thường được tính bắt đầu vào mười tuần thai, nghĩa là chín tuần sau khi thụ tinh. Tuy nhiên, về mặt sinh học, sự phát triển trước khi sinh là một quá trình liên tục, không có khả năng xác định rõ ràng phân biệt phôi thai với bào thai. Việc sử dụng thuật ngữ "bào thai" thường ngụ ý rằng một phôi thai đã phát triển đến khi được nhận ra như là một con người; thời điểm này thường là tuần thứ chín sau khi thụ tinh. Một bào thai cũng được đánh dấu bằng sự hiện diện của tất cả các bộ phận chính của cơ thể, mặc dù chúng chưa được phát triển đầy đủ các chức năng và một số cơ quan còn chưa nằm đúng
vị trí giải phẫu học.